# Sedum jiulungshanense
Sedum jiulungshanense är en fetbladsväxtart som beskrevs av Y.C. Ho. Sedum jiulungshanense ingår i Fetknoppssläktet som ingår i familjen fetbladsväxter. Inga underarter finns listade i Catalogue of Life.